# Louis Bertrand Pierre Brun de Villeret
Pour les articles homonymes, voir Brun et Villeret.
Louis Bertrand Pierre Brun de Villeret, né le 3 février 1773 à Le Malzieu (Lozère), mort le 11 février 1845 à Le Malzieu, est un général français de la Révolution et de l’Empire.

## Biographie

### Aide de camp dugénéral Soult
Issu d'une famille de robe et fils d'un magistrat, il est destiné au barreau. Il se montre dans un premier temps hostile aux idées révolutionnaires et s'attire dans sa province des persécutions qui l'obligent à se réfugier à Paris après le 18 fructidor. Mais la réquisition militaire l'ayant atteint, il profite des connaissances qu'il a acquises en mathématiques (quoiqu'il n'eût jamais eu d'autre instituteur que sa mère, il se trouve connaître assez les mathématiques) pour se faire admettre à l'École d'artillerie, où il entre comme élève le 12 mars 1798. 
Nommé lieutenant d'artillerie le 20 avril 1799, il est envoyé en Hollande, pour y servir dans une compagnie active. Le général Macors qui commande l'artillerie de l'armée française en Batavie ne tarde pas à le distinguer, et lui fait remplir, pendant deux ans les fonctions de chef de son état-major. Il est fait capitaine au 2e régiment d'infanterie de lignele 23 mai 1805. Ayant suivi le général Macors au camp de Boulogne, son activité et ses connaissances le font remarquer par le général Soult, qui se l'attache en qualité d'aide de camp le 12 octobre de la même année.
Il accompagne ce général dans les batailles d'Austerlitz, d'Iéna, d'Eylau, de Friedland, de Portugal et d'Espagne. Il est fait membre de la Légion d'honneur en 1807 et le roi de Saxe, auprès duquel il a été envoyé comme négociateur, lui donne de sa main l'Ordre militaire de Saint-Henri (1808). Il est nommé chef de bataillon le 18 février 1808.
En 1809, le maréchal Soult l'envoie au quartier général de la Grande Armée, en Allemagne, pour justifier aux yeux de Napoléon les opérations et les malheurs de l'armée de Portugal. D'abord mal reçu par Bonaparte, qui a conçu des préventions défavorables contre le maréchal, Brun parvient cependant au bout de trois mois passés à Schönbrunn occupés sans cesse à combattre cette impression dans l'esprit de Napoléon et après plusieurs conférences très orageuses, à rétablir la vérité des faits. Enfin après ce temps l'empereur ayant reçu la nouvelle de la perte de la bataille de Talavera, se décide à oublier le passé, et renvoie l'aide-de-camp du maréchal Soult porteur d'un brevet de major-général, pour commander sous le roi Joseph toutes les armées d'Espagne. Le chef de bataillon Brun s'est signalé en Portugal par son zèle et son activité. Il est entré avec l'avant-garde de l'armée à Braga et à Oporto, et dans cette dernière ville, il a été des premiers à porter, sous le feu de l'ennemi, des secours à 5 ou 600 Portugais, qui courent le risque de se noyer dans le Duero, par suite de l'enfoncement de plusieurs bateaux sur lesquels ils se trouvent.
En Andalousie, le chef de bataillon Brun est placé par le général en chef à la tête d'un bureau où se traitent les affaires civiles espagnoles. Pendant la campagne de 1810 en Estramadure, il est chargé de détails importants relatifs aux sièges d'Olivenza et de Badajoz. Pendant la durée de ces sièges, il reste presque continuellement dans les tranchées. Il est cité plusieurs fois avec éloge dans les rapports officiels de cette campagne.
M. Brun de Villeret se trouve aux affaires d'Ocaña et de Gebora, et est honorablement cité dans les rapports insérés au Moniteur universel.
Les préventions conçues par Napoléon contre le duc de Dalmatie s'étant renouvelées, Brun de Villeret est encore envoyé plusieurs fois pour les détruire, et réussit dans chacun de ses voyages à présenter les choses sous leur véritable point de vue. Le grade de colonel a été demandé pour lui à diverses reprises ; mais Bonaparte qui récompense difficilement les officiers des armées qu'il ne commande pas en personne n'a point accueilli ces propositions, quoiqu'il reçoit toujours favorablement les rapports que lui fait l'officier en faveur duquel elles lui sont adressées. Enfin, dans un quatrième voyage que le chef de bataillon Brun fait à Thorn au quartier-général impérial en 1812, Napoléon le nomme adjudant-commandant, le 14 juin.
C'est lors d'une de ces missions auprès de l'Empereur que M. Brun de Villeret est attaqué par 400 guérillas, qui le cernent au-dessous de Sainte-Ildefonse : il se défend pendant trois heures derrière les débris d'un mur, quoique son escorte ne se compose que de 60 soldats badois. Il perd 20 hommes, ses effets, tous les chevaux du détachement, mais il conserve ses dépêches, et plus heureux que le général Lejeune, il a l'avantage d'être enfin dégagé par la garnison de Ségovie, qui, au bruit du feu accourt à son secours.
Étant retourné bientôt après en Espagne, il rejoint le duc de Dalmatie à Valence, et l'accompagne dans sa campagne contre le duc de Wellington jusqu'à Ciudad Rodrigo.

### LeSiège de Torgau
Il part ensuite avec le maréchal au commencement de 1813, et se rend à la Grande Armée d'Allemagne en Saxe. Le colonel Brun de Villeret est dès son arrivée auprès de l'Empereur élevé à la dignité de baron de l'Empire. Napoléon a conçu depuis longtemps de l'estime pour le baron de Villeret, et comme il a alors besoin de généraux, il veut mettre cet officier à l'épreuve, en l'envoyant reconnaître la ligne ennemie à Bautzen.
Brun est assez heureux pour que son rapport et le projet qu'il donne d'une bataille à livrer se trouvent conformes au plan adopté par Bonaparte, et tel qu'il est exécuté trois jours après. Le grade de général de brigade est la récompense que Napoléon accorde au baron de Villeret le 18 mai. Employé en cette qualité dans le 12e corps de la Grande Armée, il est chargé le 21, de coopérer à une fausse attaque dont il a présenté le développement dans son rapport à Bonaparte. S'étant porté avec beaucoup de résolution sur le point indiqué, il y enlève trois positions aux ennemis, et se maintient dans la dernière pendant plusieurs heures. Le général de division Lorencez, sous les ordres duquel il sert, ayant été mis hors de combat dès le commencement de l'action, le général Brun a pris le commandement provisoire de toute la division, et il ne quitte la dernière position dont ses troupes s'étaient emparées que sur un ordre impératif du duc de Reggio. Il effectue sa marche rétrograde en échiquier, et sans se laisser entamer par l'ennemi.
Il se trouve au combat de Wurschen le 22 mai (à la tête de quatre bataillons italiens et de deux bataillons français de nouvelle levée, il enlève trois positions à l'ennemi, a deux chevaux tués sous lui, la lame de son sabre brisé dans sa main, et il reçoit deux contusions. À celui de Hoyerswerda le 28 du même mois, et à la bataille de Jüterbog le 6 septembre. Après la défaite des Français à Jüterbog, sa brigade est malheureusement réduite à moitié dans cette funeste journée où le général Brun de Villeret a encore deux chevaux tués, le maréchal Ney qui est mécontent du gouverneur de Torgau, juge à propos de confier le gouvernement de cette ville au général Brun.
Cet officier, quittant alors sa brigade avec regret, vient s'enfermer dans Torgau, ville de 4 000 âmes, d'où il parait que l'armée française va s'éloigner, d'après les instructions données par le maréchal. Le baron de Villeret s'occupe avec activité de mettre la place en état de défense. Napoléon ayant conçu le projet de livrer une bataille décisive à Leipsick, veut faire de Torgau le dépôt général de son armée et, en conséquence, il y envoie ses réserves et tous ses malades. Le commandement de cette place devient alors trop important pour un général de brigade, et le comte de Narbonne, aide de camp de Bonaparte, en est nommé gouverneur. Le général Brun reçoit dans le même temps des lettres de service pour commander, sous M. de Narbonne, la garnison de Torgau. Bientôt tous les malades de la Grande Armée se trouvent réunis dans cette ville. Le typhus le plus terrible s'y développe, et la mortalité devient chaque jour de plus en plus effrayante. Le comte de Narbonne succombe d'une chute de cheval le 17 novembre, et est remplacé par le général Dutaillis qui se trouve dans la place. Sous ce nouveau gouverneur, le général Brun continue de donner ses soins à l'approvisionnement et à la défense de Torgau. Ici l'histoire particulière du général Brun va se trouver confondue avec celle d'une garnison qui, par un courage et un dévouement héroïques, se couvre d'une gloire immortelle. Tous les hôpitaux se trouvant encombrés, les églises, les édifices publics et les maisons particulières sont convertis en dépôts de malades. La mort marque constamment de 250 à 300 victimes par jour depuis le 15 novembre jusqu'au 1er janvier, et une odeur cadavéreuse se manifeste sans cesse dans tous les quartiers de la ville.
Cependant, dans cette affreuse situation, sans espoir d'être secourue par la Grande Armée française qui a été forcée de repasser le Rhin ; assiégée par les Prussiens qui toutes les nuits bombardent la place, la garnison de Torgau, calme et inébranlable, ne laisse pas échapper un murmure ; pas une seule proposition n'est faite pour se rendre, et l'on déploie dans la défense le même courage et la même résignation qu'on aurait pu le faire s'il a été permis d'espérer des secours et d'entrevoir un terme aux maux dont on était obsédé.
Vers le mois d'octobre la ration du soldat est réduite à une demi-livre de viande de cheval salé et à une livre de pain. Dans les premiers jours de décembre, le gouverneur ayant calculé l'époque présumée de l'épuisement total des subsistances dans Torgau, envoie le général Brun ouvrir avec le général prussien Tauensien des négociations relatives à la reddition de la place ; mais seulement pour le jour où la garnison aura consommé sa dernière ration. La mission donnée au général Brun est remplie avec succès ; et la capitulation qui s'ensuit est avantageuse, et surtout honorable pour la garnison de Torgau : l'époque de la reddition de cette place est fixée au 6 janvier 1814.
Lorsque ce terme arrive, il se trouve, par suite d'une mortalité devenue plus terrible qu'on ne l'a prévu, que la garnison a encore des vivres pour six jours. Le conseil de défense pense que ce serait perdre le mérite de tout ce qu'on a fait jusqu'alors si l'on rend Torgau tant qu'il y reste une ration à consommer. Le général Brun, fidèle interprète des sentiments de la garnison qu'il commande, offrit d'aller rompre la capitulation et, sa proposition ayant été acceptée à l'unanimité par le conseil, il sort de la ville et va déclarer au général prussien que ce dernier est maître du sort de la garnison, mais qu'elle a pris la résolution irrévocable de ne remettre la place que six jours après le premier terme convenu, c'est-à-dire lorsqu'elle aura épuisé entièrement ses vivres. Une constance aussi héroïque après un siège qui, par ses horreurs, est dans le cas d'amollir les cœurs les plus inflexibles, frappe d'admiration le général Tauensien. Il sait que la moitié de la ville est brûlée ; que le reste est presque inhabitable ; que les rues, les places publiques et les remparts sont jonchés de cadavres qu'on ne peut plus enterrer ; et qu'enfin, sur 25 000 hommes renfermés trois mois auparavant dans la place, 8 000 seulement sont encore vivants. Après avoir donné de grands éloges à la garnison de Torgau, et essayé en même temps, mais vainement, de faire changer la détermination que lui apporte le général Brun, M. de Tauensien se montre généreux, et consent au délai demandé.
Le 10 janvier 1814, le général Brun sort de Torgau à la tête de 6 000 hommes, qui sont conduits prisonniers en Silésie. Les blessés et les non-combattants sont dirigés sur la France ; mais les souverains alliés refusent de ratifier la capitulation en ce qui concerne ces malheureux, qui essuient beaucoup de mauvais traitements à Leipsick où on les retient, au mépris de la convention stipulée. M. de Tauensien ayant été accusé par l'opinion d'avoir reçu de l'argent pour consentir à la capitulation de la garnison de Torgau qu'il pouvait, disait-on, forcer de se rendre à discrétion, ce général crut trouver un moyen de justification dans la mesure odieuse de faire arrêter le gouverneur de Torgau et le général Brun de Villeret, sous prétexte qu'après la capitulation ils ont fait jeter des armes dans l'Elbe. Les deux généraux français sont traités de la manière la plus rigoureuse à Berlin et à Leipsick, et ils ne doivent leur liberté qu'aux événements qui accompagnèrent le rétablissement des Bourbons sur le trône de France.

### 1814-1815
Rentré dans sa patrie en juin 1814, le général Brun est nommé par le roi commandant du département de la Lozère (9e division militaire) le 23 du même mois.
Au retour de Napoléon en France le général, cédant à des liaisons de famille (il a épousé mademoiselle de La Fare nièce de MM. Louis et Alphonse de Bruges), refuse de prendre du service et se retire dans sa terre de Malzieu.
Dans la position où se trouvent les choses, le général Brun, afin de se mettre à l'abri des insinuations qu'il prévoit pouvoir lui être faites pour l'engager à reprendre du service sous Bonaparte se retire dans sa terre de Malzieu ; mais ses calculs soent trompés, et un ordre de joindre l'armée lui est adressé dans sa retraite. Ayant refusé d'obtempérer à cet ordre, on lance contre lui un mandat d'arrêt que le général Gilly est chargé de mettre à exécution : la perte de la bataille de Waterloo et les événements qui s'ensuivent empêchent cette arrestation.
Vers ce temps, le duc de Dalmatie, major-général de l'armée de Bonaparte, juge à propos de se rendre à Saint-Amand, son pays natal (département du Tarn), et d'aller chercher pour quelques jours un asile à Malzieu auprès du général Brun de Villeret, qui lui fait l'accueil dû à un bienfaiteur. Mais alors une insurrection royaliste vient d'éclater dans ces contrées et la présence du maréchal Soult achève d'y échauffer toutes les têtes, qui sont déjà en grande fermentation. Des gardes nationales se dirigent de tous les points sur Malzieu, pour arrêter le duc de Dalmatie. Le général Brun oppose au torrent qui menaçait la liberté et même la vie de son hôte, beaucoup de courage, de dévouement, et toute l'influence dont il jouit dans le pays. Il parvient à assurer au maréchal la faculté de se rendre partout où il lui plait ; mais celui-ci, qui est arrivé avec la cocarde blanche et en manifestant hautement l'intention de se dévouer au roi, ne veut point disparaître, dans la crainte de faire soupçonner de fausseté les démonstrations qu'il a faites ; et il préfère demander au général Brun une escorte pour aller à Mende se mettre à la disposition du conseil royal.
Des amis et des compatriotes du général Brun se réunirent au nombre de 200 pour former cette escorte, qui a à faire une marche pénible et à traverser diverses colonnes. La vie du duc de Dalmatie est souvent en danger ; mais chaque fois le général Brun couvre le maréchal de son corps et, aidé de ses braves compagnons, il parvient à le conduire sain et sauf à Mende.
Dans cette ville, le général Brun est encore assez heureux pour rompre des combinaisons qui seraient devenues funestes au maréchal sur les jours duquel il veille activement pendant trois semaines, c'est-à-dire jusqu'au moment où un ordre du ministre de la Guerre permet au duc de Dalmatie de se rendre dans ses foyers. 
Les dispositions du comité royal sont déjà changées lorsque le maréchal arrive à Mende ; les fonctions qu'il vient de remplir dans l'armée impériale inquiètent quelques esprits ; on l'oblige d'attendre dans l'hôtel de la préfecture les ordres du gouvernement. Le préfet écrit à Fouché qui lui enjoint de remettre au maréchal les passeports nécessaires pour se rendre dans son pays natal.
Ainsi la France dut au généreux dévouement du général Brun la conservation d'un officier illustre, qui est si longtemps l'honneur de ses armées, et dont S.M. a daigné reconnaître les éminents services. Quelque temps après, la loi dite d'amnistie envoie le duc de Dalmatie en exil.
Trois semaines après ces événements le 31 juillet 1815, le général écrit de Mende au ministre de la guerre de Louis XVIII :

« M. le duc de Dalmatie, dont j'ai été l'aide de camp est arrivé chez moi le 7 juillet avec la cocarde blanche, et en annonçant l'intention de prendre part à l'insurrection royale du midi. Il fait part tout de suite de ses intentions aux autorités de ma commune, et charge le même jour deux citoyens recommandables de se rendre à Mende pour en instruire le comité royal. Ses ouvertures sont bien reçues ; on lui envoie des députés pour l'inviter à se rendre au chef-lieu ; il accepte avec empressement. »

À l'avènement du Maréchal-duc de Dalmatie au ministère de la Guerre, le général Brun est nommé secrétaire général de ce ministère le 18 décembre 1814, et prend une part très active aux grandes mesures d'organisation qui sont adoptées par le duc. En 1815, lors de l'« invasion de Bonaparte » le duc de Dalmatie quitte le ministère ; et le général Brun qui, dès ce moment, ne met plus aucun intérêt à la conservation de sa place, demande sa retraite du service : elle lui est accordée par le duc de Feltre, le 14 mars.
Le duc d'Angoulême a eu connaissance de la conduite du baron de Villeret pendant les Cent-Jours ; et S.A.R., en rentrant en France, expédie à cet officier une commission de commandant supérieur des départements de la Lozère et de l'Ardèche. Le général Brun exerce les fonctions que cette commission lui déférait jusqu'à la publication de l'ordonnance royale du 19 juillet 1815, qui fait cesser les pouvoirs de cette nature. Il aurait été facile au général Brun de rentrer en activité et d'obtenir un commandement ; mais il préfère se livrer aux douceurs de la vie privée et aux soins de l'agriculture, pour laquelle il a pris un goût très-prononcé. Il paraît certain que la crainte d'être appelé à des conseils de guerre, et de se voir dans le cas de porter des condamnations contre ses anciens compagnons d'armes, a aussi beaucoup de part à sa détermination.

### Chambre des députésetChambre des pairs
Les élections de 1815 ont lieu : M. Brun de Villeret est le candidat du parti libéral dans la Lozère, et échoue à une minorité de sept voix ; il est de nouveau ballotté en 1816, et il ne triomphe que le 20 septembre 1817, à une forte majorité, date à laquelle il est élu membre de la chambre des députés par ses concitoyens.
Quoique nommé par le parti libéral, il vient prendre place à la chambre sur les bancs du centre, mais vote le plus souvent dans l'intérêt de nos libertés.
Il demande que la Chambre s'occupe d'un Code rural en harmonie avec l'état actuel de la propriété et appuie le projet de recrutement de l'armée dont il défend les articles, surtout celui concernant l'avancement. Il se fait constamment remarquer par son zèle à défendre les intérêts de l'armée et les droits des militaires.

« Je ne partagerai pas, dit-il, la frayeur ridicule de ceux qui craignent d'avoir une armée militaire, c'est-à-dire qui désire la guerre : ce désir est naturel à une armée ; si elle ne désire pas la guerre elle la craindra, et alors ce sera la plus mauvaise armée du monde. »

Il plaide la cause des religieuses en faveur desquelles il a fait admettre dans le budget une allocation annuelle de 500 000 francs.
Dans la discussion sur le budget particulier du ministère de la Guerre, il combat les réductions proposées. Lors de la discussion du budget de 1819, on agite la question de savoir s'il faut continuer ou suspendre les opérations relatives au cadastre. M. Brun de Villeret se décide pour l'affirmative, il fait observer que « si le cadastre était à faire en entier, si la question était encore toute neuve, la longueur du travail, l'incertitude du succès, la pénurie du trésor et l'énormité des dépenses seraient des motifs suffisants pour ne pas l'entreprendre ; mais un quart de l'ouvrage est terminé, ajouta-t-il, on n'a plus à craindre de consacrer des fonds à de fausses mesures, et ce serait justifier le reproche de légèreté qu'on fait depuis tant de siècles à la nation française, que d'abandonner une entreprise aussi belle au moment où l'on a l'espoir de la terminer. Le cadastre parcellaire est nécessaire dans les communes. On n'aura rien fait pour elles jusqu'au moment où il sera terminé, et il est rigoureusement vrai de dire que les inégalités les plus frappantes des impositions, celles qui occasionnent des plaintes et qui forment des variations ne peuvent être corrigées que par le cadastre parcellaire. Ce travail sera d'ailleurs d'une utilité constante, journalière, et justement apprécié par les propriétaires. Tout le monde sait que dans les communes qui en possèdent même d'informe, on est à chaque instant dans le cas d'y avoir recours ».
Brun de Villeret s'oppose à la proposition Laisné de Villevèque tendant à faire restituer aux émigrés leurs rentes sur l'État, tout en déclarant qu'il faut secourir les émigrés ; « mais, dit-il, le cri de l'humanité ne s'accorde pas ne s'accorde pas toujours avec la raison d'État et avec les maximes d'une saine politique : la génération actuelle a aussi des droits à notre sollicitude, et pour des excès dont elle a été victime elle-même elle supporte des charges accablantes ; la justice se tait toujours devant l'impossibilité lorsqu'il s'agit de l'administration générale. N'oublions pas que nous avons eu une infinité de gouvernements dilapidateurs, et vingt constitutions ; que les folies de notre dernier dictateur ont fait retomber sur nous des obligations au-dessus de nos forces. Si nous voulons reconnaître toutes les dettes créées au nom du trésor, une insolvabilité absolue deviendra une conséquence nécessaire de la mesure. ».
Lors de la discussion relative aux subsistances de Paris : le général Brun de Villeret propose un amendement ainsi conçu : les sommes dues à l'état par la ville de Paris, pour avances faites à l'occasion des subsistances, seront remboursées au trésor en paiements annuels et consécutifs de deux millions chacun, et dont le premier commencera en 1820, conformément aux clauses énoncées, relativement à ces avances, dans le conseil municipal de 1816. L'honorable membre développe cet amendement et ajoute que« la France s'étonnerait, et peut-être avec raison, d'apprendre que sans l'aveu des chambres 40 millions avaient été dépensés par le trésor, en 1817, pour l'approvisionnement de Paris : Sur cette somme, dit-il, dix-huit millions n'ont été donnés qu'à titre de prêt au conseil municipal ; il est juste et naturel d'en exiger le remboursement. Pourquoi veut-on nous entretenir des charges de Paris, la plus opulente ville de l'Europe ? Ses impositions sont énormes, dira-t-on : on en convient ; mais les avantages dont jouissent les habitants de Paris les dédommagent bien amplement de ce qu'ils peuvent avoir à souffrir d'un pareil fardeau. Ces avantages consistent dans des établissements précieux d'enseignement, qui leur permettent de donner, à peu de frais, à leurs enfants une éducation brillante ; dans une multitude d'emplois qui sont concentrés dans leurs murs, dont les départements font tous les frais, et dont les Parisiens profitent d'une manière exclusive ; dans un commerce et une industrie qui rendent les provinces tributaires de la capitale ; dans la concentration de tout le numéraire du royaume, qui s'y est accumulé depuis quelques années, au point qu'on le place difficilement à quatre pour cent, tandis que la rareté s'en fait sentir dans tous les départements, que les denrées s'y trouvent sans débouché et que le prix vénal des denrées est arrivé au dernier degré d'avilissement ». L'amendement est rejeté.
Il prononce sur la loi de tendance, les compte et le budget, des discours qui ont un certain retentissement.
Baron de l'Empire depuis le 20 juin 1813, il est confirmé, en 1818, dans cette dignité par S. M. qui déjà l'a nommé chevalier de Saint-Louis le 1er novembre 1814, et commandeur de la Légion d'honneur le 17 janvier 1815. Il a été fait maître des requêtes en 1819. 
Alors que M. Brun de Villeret siège à la chambre des députés un spirituel écrivain dit de lui : « M. Brun de Villeret est un loyal député, et la Lozère ne pouvait faire un meilleur choix ; il est d'une belle stature ; son teint est brun ; ses traits sont mâles et prononcés ; sa constitution est forte et vigoureuse ; il est négligé dans sa toilette, et sa démarche est lourde ; il est très myope et ne s'assoit peut-être au centre que parce qu'il n'aperçoit pas nettement la gauche, et se trompe de côté. »
À la Chambre, son opposition à la loi du double vote (1820) lui vaut à son retour dans son pays les félicitations des libéraux ; mais le parti aristocratique domine dans les collèges électoraux de la Lozère, et le général Brun de Villeret reste jusqu'en 1827 en dehors de la vie politique.
Il se retire dans ses propriétés, où il vécut pendant cinq ans dans la retraite livré tout entier à l'agriculture, à la création d'une fabrique et à des travaux importants et d'un grand intérêt pour sa commune.
La réaction libérale de 1827 réveille le zèle de ses amis, et les élections de cette année le ramènent au Parlement le 17 novembre 1827 en remplacement du comte René de Bernis : le collège de département de la Lozère lui a donné 164 voix sur 264 votants et 333 inscrits. Il y reprend sa place au centre gauche et prononce quelques discours conformes aux principes qu'il a toujours professés ; il est un des signataires de la fameuse adresse des 221.
La chambre est dissoute, et aux élections qui sont la conséquence de cette dissolution M. Brun de Villeret lutte en vain contre l'esprit aristocratique de son pays. Il rentre dans la vie privée ; mais à la première nouvelle des événements de Juillet il est appelé à Mende par les amis de la révolution nouvelle. Il est chargé d'aller à la tête d'une députation protester du dévouement des habitants de la Lozère au régime nouveau, ainsi que complimenter le nouveau monarque. M. Brun de Villeret est consulté par les ministres sur les changements à opérer dans les administrations civiles et judiciaires, et coopére à une organisation qui sans déplacer beaucoup de fonctionnaires, assure dans son pays la marche du gouvernement, mais non le triomphe des vrais principes populaires.
M. Brun de Villeret est en retraite comme maréchal-de-camp depuis 1815. Le maréchal Gérard, ministre de la Guerre le rappelle à l'activité et le nomme commandant du département de la Lozère. L'année suivante, Louis-Philippe Ier le fait lieutenant-général et lui donne le commandement de la 19e division militaire. Enfin, après un échec en janvier 1834 lors d'une élection législative partielle à Marvejols, où il est battu par le légitimiste Valette des Hermaux malgré le soutien de l'administration, Brun de Villeret est nommé pair de France le 11 septembre 1835 par le roi, qui le crée grand officier de la Légion d'honneur.

## Vie familiale
Louis Bertrand Pierre (on trouve également Louis Bertrand Pierre) est le fils aîné de Pierre Gabriel Brun, seigneur de Villeret, lieutenant civil et criminel au Malzieu et de Marie-Anne Adélaïde Prouèze (1750 - Saint-Alban † 12 mai 1833).
Il épouse le 23 septembre] 1803 Marguerite Julie Catherine Charlotte Cabot de La Fare ( † 17 août 1860 - Le Malzieu-Ville), fille de Charles Jean Pierre Cabot, seigneur de La Fare (chef d'escadron et chevalier de Saint-Louis (1818)), et de Emmanuelle Jeanne Suzanne de Bruges (sœur de MM. Jean Louis, comte de Bruges, lieutenant-général des armées du roi, aide de camp de S. A. Monsieur frère du roi ; et Alphonse, vicomte de Bruges, lieutenant-général des armées du roi). Ils ont ensemble :
- Marie Gabriel Alphonse (1805 - Le Malzieu-Ville † 25 septembre 1868 - Le Villeret), 2e baron Brun de Villeret, conseiller général de la Lozère, marié avec Mélanie de Romeuf (nièce des généraux de Romeuf, sœur d'Amédée de Romeuf qui est également son beau-frère) (1815 † 23 septembre 1881 - Vichy), dont :
- Louis (23 février 1837 - Le Malzieu-Ville † 16 février 1895 - Clermont-Ferrand, inhumé au cimetière de Lempdes, Puy-de-Dôme), 3e baron Brun de Villeret, sous-préfet, conseiller général de la Lozère et maire du Malzieu, marié le 19 avril 1865 avec Laurence Bohat (1843 † 1883), dont :
  - Madeleine (née en 1866), mariée avec Jacques Pellissier de Féligonde (1880-1922), conseiller général de la Lozère ;
- Nelly, dite Cornélie (1815 † 2 août 1879), mariée avec Amédée de Romeuf (neveu des généraux de Romeuf) (1804 † 1875), receveur général des finances, dont postérité ;
- Edmond Charles Louis (10 décembre 1817 - Le Malzieu-Ville † 6 février 1876), avocat à Clermont-Ferrand (liste du stage de 1839 à 1841), président du tribunal de Florac, puis de Saint-Étienne(-Lardeyrol), avant de devenir conseiller à la Cour de Riom en 1858, (entre Hippolyte Conchon et Moulinet), puis de Lyon en 1863, Chevalier de la Légion d'honneur, marié en 1845 avec Stéphanie de Veyrac (1823 † 1895), dont :
  - Jeanne (11 décembre 1852 - Alès † 21 septembre 1929), mariée le 29 janvier 1877 (Lyon) avec Charles de Lajudie (1841 † 1920), professeur de droit à la faculté catholique de Lyon, dont postérité ;
  - Julie Marguerite Madeleine (1856 † 1933), mariée avec Savinien de Roton (1853 † 1930), receveur général des finances, dont postérité ;
    - Germaine de Roton (1889-1942), sculptrice, pastelliste et graveur lyonnaise ;
- Marguerite Zénobie (10 mai 1821 - Le Malzieu-Ville † 20 décembre 1901 - Clermont-Ferrand), mariée le 10 mai 1844 (Le Malzieu-Ville) Louis Blanquet de Rouville (1804 † 1883), dont postérité ;
- François Camille.

## État de service
- Élève à l'École d'artillerie (12 mars 1798) ;
- Capitaine (3 octobre 1793) ;
- Canonnier (29 juillet 1794) ;
- Sous-lieutenant (12 mars 1798) ;
- Lieutenant d'artillerie (20 avril 1799) ;
- Capitaine au 2e régiment d'infanterie de ligne (23 mai 1805) ;
- Aide de camp du général Soult (12 octobre 1805) ;
- Chef de bataillon (18 février 1808) ;
- Adjudant-commandant (14 juin 1812) ;
- Général de brigade (18 mai 1813) ;
- Affecté à l'état-major général de la Grande Armée (18 mai 1813 - 15 juillet 1813) ;
- Commandant de la 2e brigade de la 14e division d'infanterie du 12e corps de la Grande Armée (15 juillet 1813 - 10 janvier 1814) ;
- En captivité (10 janvier 1814 - juin 1814) ;
- Commandant du département de la Lozère (23 juin 1814 - 18 décembre 1814) ;
- Secrétaire général du ministère de la Guerre (18 décembre 1814 - 14 mars 1815) ;
- Admis en retraite (14 mars 1815) ;
- Commissaire extraordinaire du duc d'Angoulême dans les départements de l'Ardèche et de la Lozère (1er juillet 1815 - 22 août 1815) ;
- Réadmis en retraite (14 septembre 1815) ;
- Commandant du département de la Lozère (6 septembre 1830 - 4 août 1831) ;
- Commandant du département de l'Aveyron (27 décembre 1830 - 4 août 1831) ;
- Lieutenant général (20 mars 1831) ;
- Commandant de la 19e division militaire (Lyon) (4 août 1831 - 4 février 1841) ;
- Placé dans la section de réserve (4 février 1841).

## Campagnes
- Employé en République batave (1799) ;
- Au camp de Boulogne (1805) ;
- Campagne d'Autriche (1805) :
  - Bataille d'Austerlitz ;
- Campagne de Prusse (1806) :
  - Bataille d'Iéna ;
- Campagne de Pologne (1807) :
  - Bataille d'Eylau, bataille de Friedland ;
- Campagne de Portugal (1809) :
  - Braga, bataille d'Oporto ;
- Campagne d'Espagne (1810-1812) :
  - Siège d'Olivenza, bataille de Badajoz, bataille d'Ocaña, bataille de Gebora, affaire de Sainte-Ildefonse, siège de Ciudad Rodrigo (1812) ;
- Campagne de Saxe (1813) :
  - Bataille de Bautzen, bataille de Wurschen, bataille de Jüterbog, Siège de Torgau.

## Faits d'armes
- Affaire de Sainte-Ildefonse :
  - Attaqué par 400 guérillas espagnols, qui le cernent au-dessous de Sainte-Ildefonse : il se défend pendant trois heures derrière les débris d'un mur, quoique son escorte ne se compose que de 60 soldats badois. Il perd 20 hommes, ses effets, tous les chevaux du détachement, mais il conserve ses dépêches et, plus heureux que le général Lejeune, il est dégagé par la garnison de Ségovie, qui, au bruit du feu, accourt à son secours.
- Bataille de Wurschen :
  - À la tête de quatre bataillons italiens et de deux bataillons français de nouvelle levée, il enlève trois positions à l'ennemi, a deux chevaux tués sous lui, la lame de son sabre brisé dans sa main, et il reçoit deux contusions.
- Siège de Torgau.

## Blessures
- À Wurschen le 22 mai 1813, il a deux chevaux tués sous lui et reçoit deux contusions.

## Décorations
- Légion d'honneur :
  - Légionnaire (1807), puis,
  - Officier (1812), puis,
  - Commandant de la Légion d'honneur (17 janvier 1815), puis,
  - Grand officier de la Légion d'honneur (30 avril 1836) ;
- Chevalier de l'Ordre militaire de Saint-Henri de Saxe (1808) ;
- Ordre royal et militaire de Saint-Louis :
  - Chevalier de Saint-Louis (1er novembre 1814).

## Titres
- Chevalier Brun de Villeret et de l'Empire (lettres patentes du 21 décembre 1808), puis,
- Baron Brun de Villeret et de l'Empire (20 juin 1813, confirmé le 28 mars 1818).

## Hommage, Honneurs, Mentions...
Son nom est gravé sur l'Arc de Triomphe à  Paris.

## Autres fonctions
- Député de la Lozère :
  - 22 août 1815 - 1819,
  - 17 novembre 1827 - 1830 (le collège électoral du département de la Lozère l'élut avec 164 voix sur 264 votants et 333 inscrits) ;
- Maître des requêtes au Conseil d'État (1819) ;
- Membre et président du Conseil général de la Lozère ;
- Pair de France (11 septembre 1835) :
  - « Ordonnance du Roi qui élève M. le baron Brun de Villeret à la dignité de pair de France :
Louis-Philippe, etc. vu l'article 23 de la Charte constitutionnelle, portant :
La nomination des membres de la Chambre des pairs appartient au Roi, qui ne peut les choisir que parmi les notabilités suivantes :
- Les députés qui auront fait partie de trois législatures, ou qui auront six ans d'exercice ;
- Les lieutenants généraux et vice-amiraux des armées de terre et de mer, après deux ans de grade ;
- Les membres des conseils généraux électifs, après trois élections à la présidence ;
Considérant les services rendus à l'État par M. le baron Brun de Villeret, lieutenant général, ancien député, membre et président du conseil général de la Lozère, etc. ;
Art. 1er. M. le baron Brun de Villeret, lieutenant général, ancien député, membre et président du conseil général de la Lozère, est élevé à la dignité de pair de France ;
2. Notre ministre de la justice (M. Persil) est chargé, etc. »[2]

## Armoiries
| Figure | Blasonnement |
|        | Armes des Brun de Villeret D'azur, à une tour d'argent, accompagnée en chef d'une étoile d'or, celle-ci accostée de deux croissants du second.,                                                                    |
|        | Armes du baron Brun de Villeret et de l'Empire D'azur, à une tour d'argent, accompagnée en chef d'une étoile d'or et accostée de deux croissants du second ; au canton des Barons militaires de l'Empire brochant. |

## Publications
- Louis Brun de Villeret, Louis de Saint-Pierre, Les cahiers du général Brun, baron de Villeret, pair de France, 1773-1845, Plon, 1953 (présentation en ligne)